# Eugene Burton Ely
Eugene Burton Ely (21. října 1886 – 19. října 1911) byl americký průkopník letectví. Jako první provedl start a přistání z paluby lodi.
Ely se narodil ve Williamsburgu v Iowě a vyrůstal v Davenportu. Navštěvoval Iowa State University, studium ukončil v roce 1904. Poté se přestěhoval do San Francisca v Kalifornii, kde začal pracovat nejprve v oblasti prodeji automobilů a s automobilovým závoděním.
V roce 1910 odešel do Portlandu v Ohiu, kde pracoval jako obchodní zástupce firmy, kterou založil E. Henry Wemme. V té době Henry Wemme zakoupil jeden z prvních čtyřválcových dvouplošníků Curtiss D od Glenna Curtisse a získal výhradní právo k prodeji těchto strojů pro oblast severozápadního pacifického pobřeží.
Wemme však neměl s letadly žádné zkušenosti, nikdy neletěl a ani neuměl létat a tak nabídl létání s Curtissem Elymu, který si myslel, že létání je stejně jednoduché jako řízení automobilu. Ely však brzy s letounem havaroval, ale protože za tuto událost nesl zodpovědnost, vrak od Wemmeho odkoupil.
Během několika měsíců stroj opravil a učil se létat. Zpočátku létal poblíž Portlandu, později stále dál. V červnu 1910 na cestě na výstavu do kanadského Winnipegu se v Minneapolis v Minnesotě setkal s Curtissem a od té doby pro něj pracoval. V říjnu se Ely a Curtiss setkali s kapitánem US Navy Washingtonem Chambersem, který dostal za úkol zjistit možnosti využití letadel v americkém námořnictvu. Toto setkání a snaha o prověření možností vedlo k dvěma Elyho experimentům.
Ely uskutečnil 14. listopadu 1910 s letounem Hudson Flyer první úspěšný vzlet z provizorní dřevěné rampy na palubě průzkumného křižníku USS Birmingham v zátoce Hampton Roads ve Virginii. Šikmá vzletová plošina byla dlouhá 25 m a široká 7 m.
O dva měsíce později 18. ledna 1911 přistál Ely na palubě pancéřového křižníku USS Pennsylvania, který kotvil v San Franciscu. Při přistání byl poprvé použit „záchytný systém“ vynalezený Hughem Robinsonem, přistávací „dráha“ byla dlouhá 40 metrů a široká 10 metrů.
Ely se poté dále věnoval létání. 19. října 1911 na přehlídce v Maconu v Georgii se svým letounem havaroval a zahynul. Pohřben byl ve Williamsburgu v Iowě.
V roce 1933 mu prezident Franklin D. Roosevelt in memoriam udělil Distinguished Flying Cross za jeho zásluhy o námořní letectví.

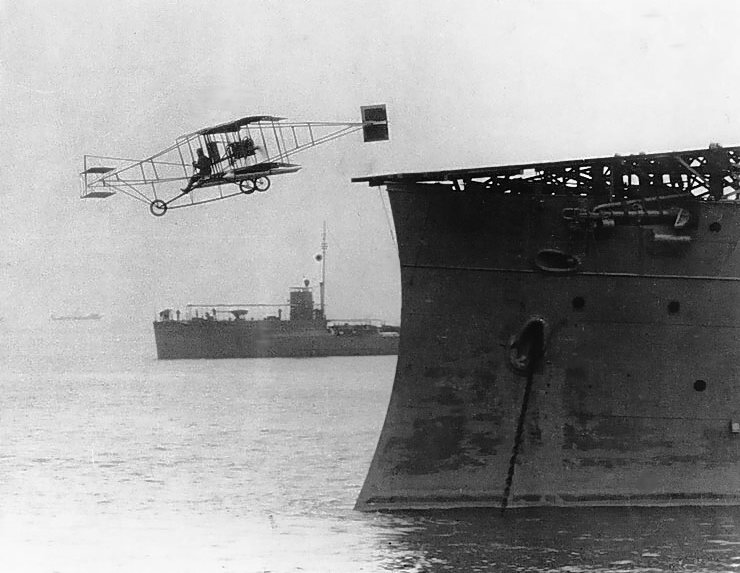
Start z USS Birmingham
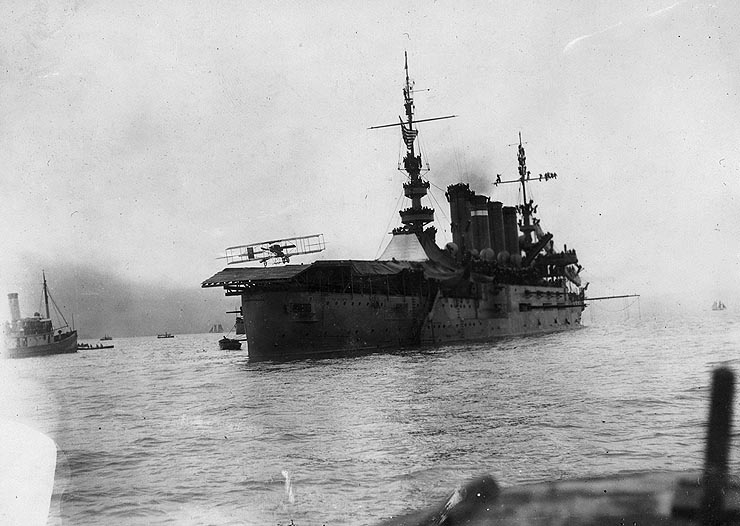
První přistání na USS Pennsylvania
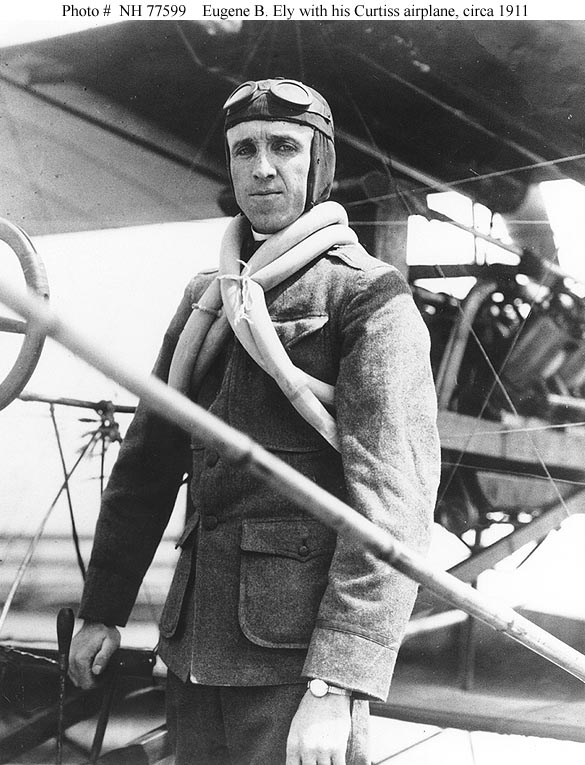
Eugene Ely u letounu Curtiss (1911)